# Benzo(e)pirén
A szócikk címe technikai okok miatt pontatlan. A helyes cím: Benzo[e]pirén.
A benzo[e]pirén egy policiklusos aromás szénhidrogén, képlete C20H12. Karcinogén (rákkeltő) vegyület. Szerepel az IARC rákkeltő anyagokat tartalmazó listáján. Előfordul a világűrben. Megtalálható a fosszilis tüzelőanyagokban, és keletkezhet tökéletlen égés során. Megtalálható a gumiabroncsokban, a  dohányfüstben és a kipufogógázban. A benzo[e]pirén gyúlékony, fehér vagy halványsárga színű, szilárd anyag, gyakorlatilag nem oldódik vízben, de oldódik acetonban. Lehetséges, hogy mutagén.

## Fordítás
Ez a szócikk részben vagy egészben  a   Benzo(e)pyrene című angol Wikipédia-szócikk ezen változatának fordításán alapul.  Az eredeti cikk szerkesztőit annak laptörténete sorolja fel. Ez a jelzés csupán a megfogalmazás eredetét és a szerzői jogokat jelzi, nem szolgál a cikkben szereplő információk forrásmegjelöléseként.
Ez a szócikk részben vagy egészben  a   Benzo(e)pyrene című német Wikipédia-szócikk fordításán alapul.  Az eredeti cikk szerkesztőit annak laptörténete sorolja fel. Ez a jelzés csupán a megfogalmazás eredetét és a szerzői jogokat jelzi, nem szolgál a cikkben szereplő információk forrásmegjelöléseként.